# Beenmergdepressie
Beenmergdepressie of aplastische anemie, (AA) is een symptoom waarbij het beenmerg een of meer categorieën bloedcellen niet meer produceert (een vorm van bloedarmoede). Dit kan vele oorzaken hebben, waaronder een auto-immuunziekte, maar het kan ook een reactie zijn op het gebruik van vele geneesmiddelen. Aplastische anemie is een bekende bijwerking na chemotherapie.
De auto-immuunziekte kan worden behandeld met antithymocytenglobuline (ATG). ATG kan geïsoleerd zijn uit paarden- of konijnenserum. Als die behandeling geen effect heeft, kan worden overgegaan tot beenmergtransplantatie.
Als de oorzaak niet kan worden gevonden en worden behandeld of weggenomen is dit een gevaarlijke, en zelfs levensbedreigende aandoening.